# Museo nazionale di Villa Guinigi
Il Museo nazionale di Villa Guinigi è un museo di Lucca.
Dal dicembre 2014 il Ministero della Cultura lo gestisce tramite il Polo museale della Toscana, nel dicembre 2019 divenuto Direzione regionale Musei.

## Storia
Il Museo nazionale di Villa Guinigi si trova nella zona nord orientale della città di Lucca, al di fuori della cinta muraria duecentesca difesa dal sistema di fortificazioni del secolo XIV e successivamente inglobata dalle mura cinquecentesche. Il museo ha sede in una villa, uno dei più antichi e prestigiosi palazzi della città, che venne eretta su commissione di Paolo Guinigi, signore di Lucca dal 1400 al 1430, a partire dal 1413 da maestranze di ambito culturale dell’Italia settentrionale per divenire la sua ‘residenza di delizie’.
L'edificio, imponente, presenta un unico corpo allungato costruito in laterizio, ha la facciata principale caratterizzata da un arioso loggiato e da una successione di trifore con archetti trilobati su esili colonnine, espressione tipica dello stile tardo-gotico italiano.
Dopo la morte del Guinigi, l’edificio subì gravi danneggiamenti finché nel 1924, venne destinato ad accogliere, come museo civico, le collezioni cittadine. Nel 1948 il complesso fu ceduto per iniziativa del Soprintendente Piero Sanpaolesi dal Comune allo Stato. Il progetto di restauro dell’edificio venne attuato dal Sanpaolesi e dal suo collaboratore Luigi Pfanner tra il 1948 e il 1957, al quale seguì l’ordinamento delle opere d’arte e l’inaugurazione del Museo nazionale nel 1968.

## Collezioni

### Collezione artistica
Le collezioni comprendono innanzitutto un'interessante raccolta archeologica con reperti etruschi, liguri e romani. In particolare al piano terra sono presenti:
- manufatti etruschi provenienti da una necropoli della valle del Serchio rinvenuti nel 1892 . Cippi e corredi funebri, gioielli e bronzetti votivi, di particolare pregio il cratere attico raffigurante Teseo che uccide il Minotauro ritrovato nella tomba di Rio Ralletta di Capannori attribuito al Pittore del porco.
- reperti relativi ai liguri apuani provenienti da vari scavi effettuati nella zona settentrionale della pianura lucchese, in Val di Serchio, Garfagnana e Versilia.
- resti romani rinvenuti negli scavi del territorio lucchese, tra cui possiamo citare l’ara sacrificale ritrovata nella zona della Chiesa di San Michele in Foro

Il Museo presenta poi collezioni che ripercorrono il percorso storico-artistico di Lucca, in particolare presenta opere di artisti lucchesi o stranieri operanti a Lucca dal Medioevo al Settecento, raccogliendo dipinti, sculture e arredi sacri sia di origine laica che religiosa. Ai piani superiori si possono ammirare:
- sezione alto-medioevale ricca collezione di arte longobarda e romanica, con preziosi gioielli e   suppellettili di vita quotidiana, scudi, ed elementi architettonici decorativi marmorei. La pittura è rappresentata dalla pregevole “Croce di Lucca” di Berlighieri e da altre croci in legno dipinte.

- Croce dipinta di Berlinghiero Berlinghieri

- Nella sezione che va dal gotico al rinascimento sono esposti  affreschi staccati, tavole e politici di artisti lucchesi tra cui Deodato Orlandi, Angelo Puccinelli e Spinello Aretino. Tra le sculture di particolare pregio la Madonna con il Bambino di Tino da Camaino e il Sant’Ansano di Jacopo della Quercia.

- Dell’arte quattrocentesca lucchese sono esposte le tarsie di Cristoforo Canozi da Lendinara, le opere dello scultore Matteo Civitali, e le tavole di pittori rinascimentali come Michelangelo di Pietro Membrini, Vincenzo Frediani e Bernardino del Castelletto. Vi sono inoltre sculture di artisti toscani quali Francesco di Valdambrino, Benedetto da Maiano, Neroccio di Bartolomeo de' Landi e altri.

- La collezione prosegue con il ‘500 e lo sviluppo del manierismo, che mostra i suoi maggiori interpreti tra cui Fra Bartolomeo, Amico Aspertini e Giorgio Vasari, testimoniato dal trittico dell'Immacolata Concezione.

- Crocifisso di Borghese di Piero Borghese
- due Madonne col Bambino da due tabernacoli lucchesi attribuite a Donatello
- Salvator Coronatus Matteo Civitali
- L’immacolata concezione di Giorgio Vasari
- San Sebastiano di Bernardo Parentino[1]
- San Rocco di Bernardo Parentino[1]
- Dio Padre in gloria tra le sante Maria Maddalena e Caterina da Siena di Fra Bartolomeo del 1508
- Madonna della Misericordia di Fra Bartolomeo, anticamente posta nella chiesa di San Romano
- Madonna con Bambino e santi di Amico Aspertini

Nell’ultima sezione sita al piano terra, che va dalla Controriforma al Neoclassicismo, tra cui possiamo citare i dipinti: “Allegoria della libertà Lucchese” di Paolo Guidotti detto il cavalier borghese, “ll battesimo di Cristo” di Jacopo Ligozzi, e le tele dei pittori emiliani Giovanni Lanfranco e di Guido Reni, autore della “Crocifissione tra i Santi Caterina e Giulio”.
Come rappresentante del naturalismo caravaggesco emerge la ricca collezione di tele del pittore lucchese Pietro Paolini. A conclusione dell’esposizione vengono presentati alcuni capolavori del pittore lucchese Pompeo Batoni, uno degli artisti più celebri del Settecento europeo, di cui si citano il Martirio di San Bartolomeo e l’Estasi di Santa Caterina.
- La Crocifissione fra i santi Caterina e Giulio di Guido Reni

- Estasi di santa Caterina da Siena di Pompeo Batoni del 1743

Nei depositi, oltre a manufatti provenienti dal territorio lucchese, è conservata una ricca collezione grafica che comprende disegni e stampe a partire dal XVII secolo.

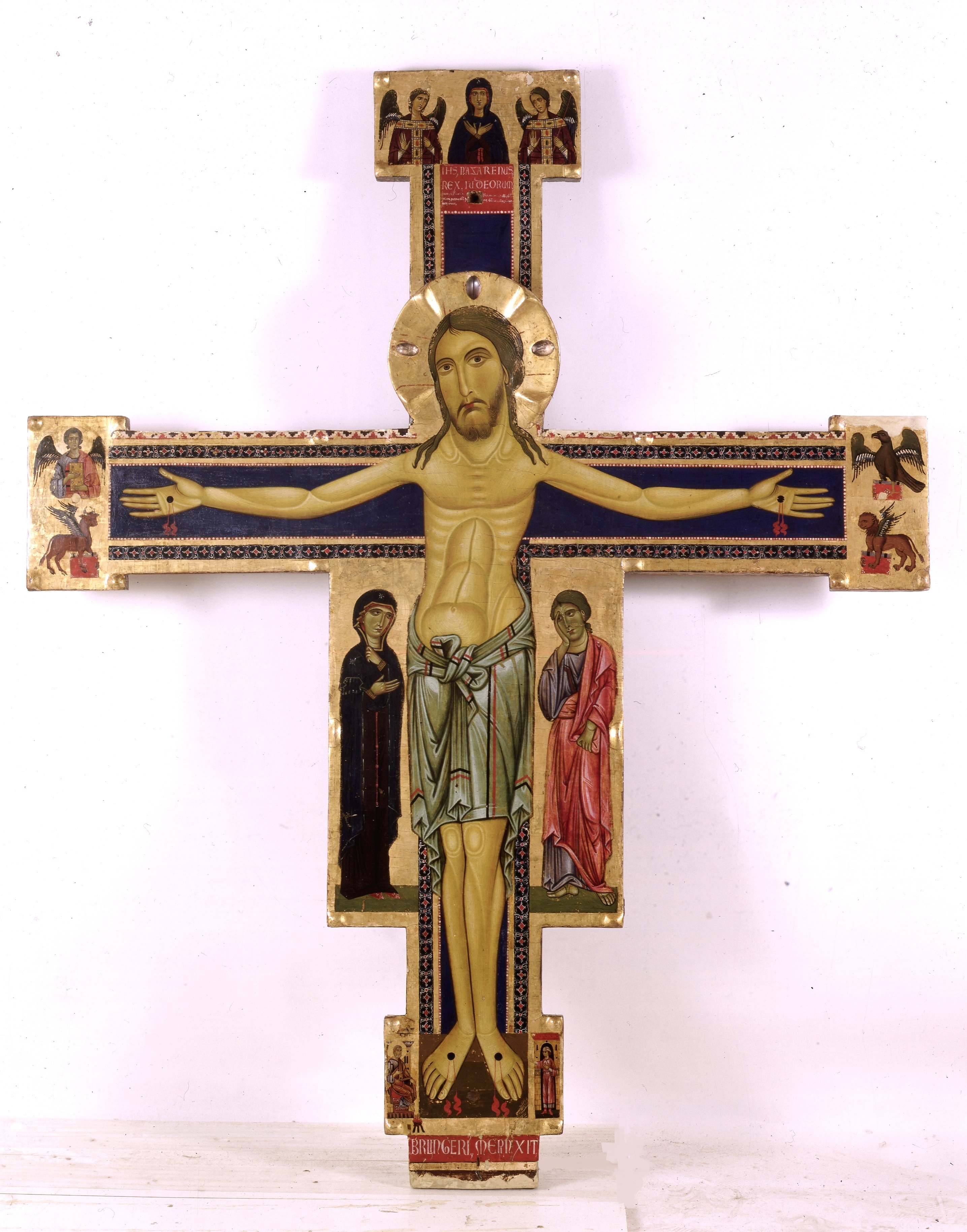
Berlinghiero Berlinghieri Croce di Lucca
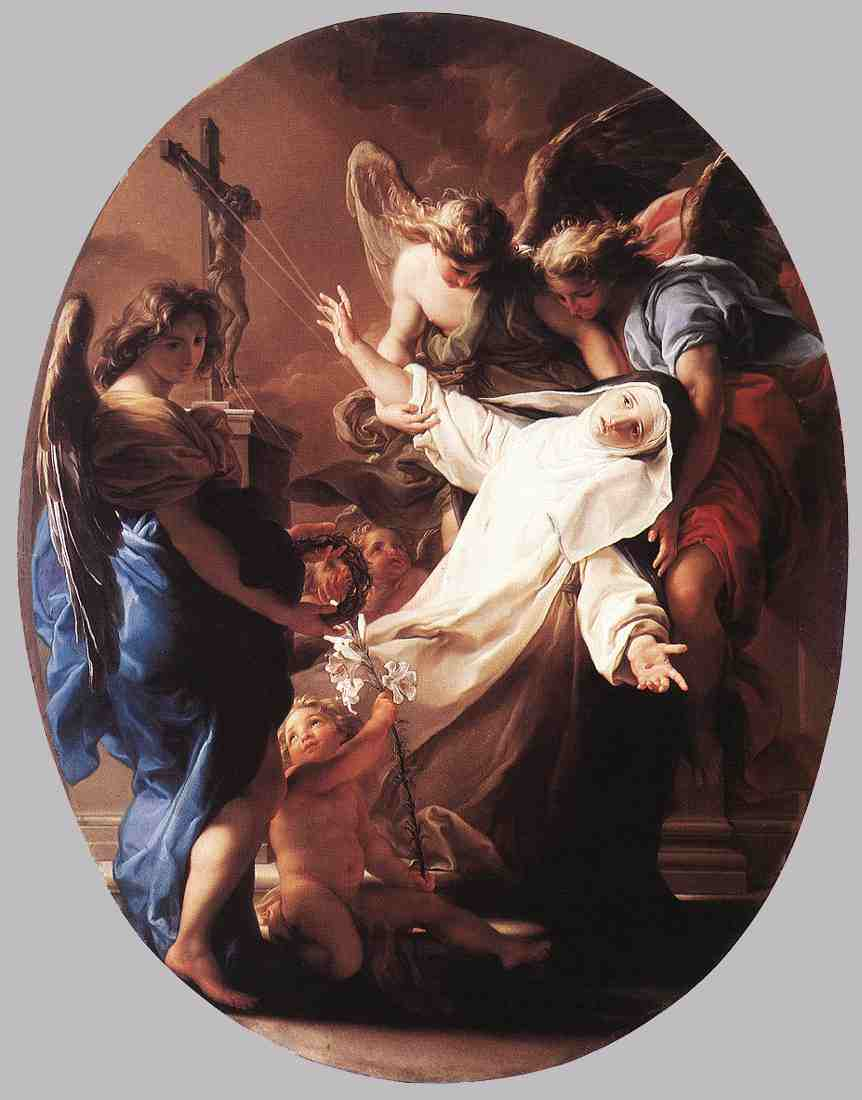
Pompeo Batoni, Estasi di Santa Caterina da Siena, 1743
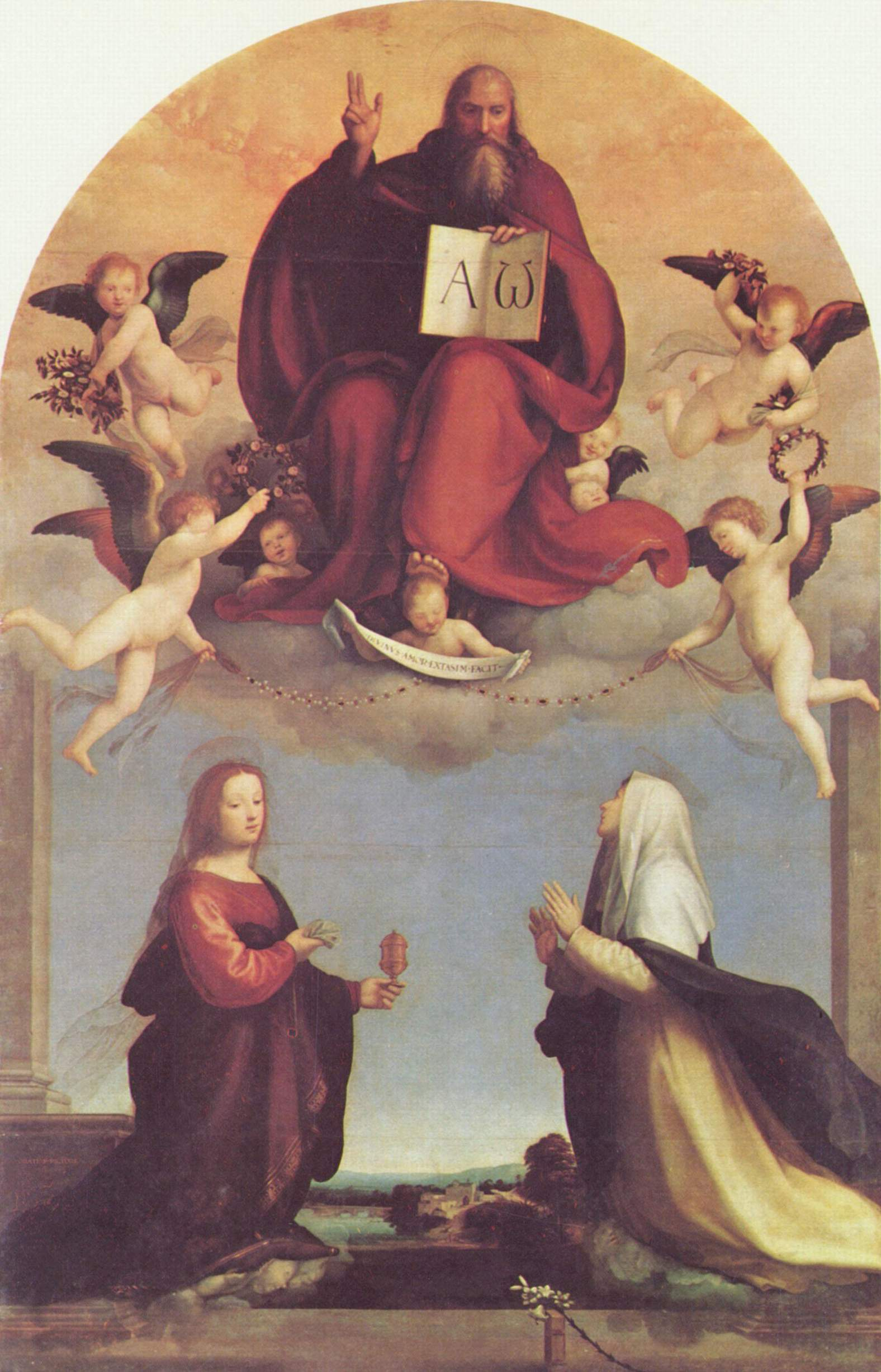
Fra Bartolomeo, Dio Padre in gloria tra le sante Maria Maddalena e Caterina da Siena, 1508

### Collezione scientifica
Il Museo conserva una collezione di strumenti ed apparati medicali provenienti dall'antico ospedale di San Luca e alcuni strumenti di misura del Settecento e Ottocento.

## Mostre
- Lo studio della pittura lucchese tra Trecento e Quattrocento, attraverso la ricostruzione di opere smembrate e disperse in varie parti del mondo, ha portato a rivalutare il panorama culturale di Lucca e i suoi pittori tra Gotico e Rinascimento. Queste scoperte sono state illustrate dalla mostra “Sumptuosa tabula picta” e testimoniate anche da un ricco apparato fotografico. Gli artisti esposti sono: Spinello Aretino, Angelo Puccinelli, Giuliano di Simone, Martino di Bartolomeo, Il Maestro di San Davino, Francesco Anguilla, Gherardo Starnina, Alvaro Pirez, il Maestro di Barga, Battista di Gerio, Priamo della Quercia, il Maestro di Montefoscoli, il Maestro di San Michele a Guamo, Borghese di Piero.